# Moussa Soumano
Moussa Soumano (* 9. Juli 2005 in Saint-Denis) ist ein französisch-malischer Fußballspieler, der beim AC Ajaccio in der Ligue 2 spielt.

## Karriere
Soumano spielte bis Sommer 2021 nahe seines Geburtsorts bei Red Star Paris. Anschließend wechselte er in Jugendleistungszentrum des AC Ajaccio. Ab der Saison 2022/23 kam er dann auch für die zweite Mannschaft zum Einsatz. Nach bereits zwei Einsätzen in der Coupe de France für die Profimannschaft gegen Jura Sud Foot und den FC Toulouse, debütierte er am 29. Januar 2023 (20. Spieltag) bei einer 0:2-Niederlage gegen Olympique Lyon nach später Einwechslung in der Ligue 1. Bereits im Spiel darauf traf er nach Einwechslung gegen den SCO Angers bei einem 2:1-Sieg das erste Mal für die Profis. In der gesamten Spielzeit 2022/23 bestritt er 14 Profispiele in der Ligue 1, wobei er dieses eine Tor erzielte. Nach dem direkten Wiederabstieg in die Ligue 2 kam Soumano besonders gegen Saisonende zu immer mehr Einsatzzeiten. Insgesamt spielte er in der Saison 2023/24 23 Zweitligaspiele, wobei er nicht traf.